# Brgulje
Brgulje so naselje na Hrvaškem, ki upravno spada pod mesto Zadar Zadrske županije; leži v notranjosti otoka Molata.
Zaselek, v katerem živi okoli 40 stalnih prebivalcev, leži ob cesti, ki povezuje naselje Molat z Zapuntelom. Kraj ima svoj pristan v Breguljskem zalivu, ki je od zaselka oddaljen okoli 1 km. Pristan leži na zahodni obali otoka in ima štiri pomole. V turistični sezoni je poln jadrnic. Na enem od pomolov, na tem je tudi svetilnik, pristaja trajekt. Svetilnik oddaja svetlobni signal Z Bl 3s. Na pomolu so priključki za elektriko in vodo. Kadar piha jugo, je v pristanu veliko plimovanje.

## Demografija
| Pregled števila prebivalcev po letih | Pregled števila prebivalcev po letih | Pregled števila prebivalcev po letih | Pregled števila prebivalcev po letih | Pregled števila prebivalcev po letih | Pregled števila prebivalcev po letih | Pregled števila prebivalcev po letih | Pregled števila prebivalcev po letih | Pregled števila prebivalcev po letih | Pregled števila prebivalcev po letih | Pregled števila prebivalcev po letih | Pregled števila prebivalcev po letih | Pregled števila prebivalcev po letih | Pregled števila prebivalcev po letih | Pregled števila prebivalcev po letih |
| ------------------------------------ | ------------------------------------ | ------------------------------------ | ------------------------------------ | ------------------------------------ | ------------------------------------ | ------------------------------------ | ------------------------------------ | ------------------------------------ | ------------------------------------ | ------------------------------------ | ------------------------------------ | ------------------------------------ | ------------------------------------ | ------------------------------------ |
| 1857                                 | 1869                                 | 1880                                 | 1890                                 | 1900                                 | 1910                                 | 1921                                 | 1931                                 | 1948                                 | 1953                                 | 1961                                 | 1971                                 | 1981                                 | 1991                                 | 2001                                 |
| 140                                  | 0                                    | 154                                  | 167                                  | 170                                  | 176                                  | 176                                  | 231                                  | 252                                  | 247                                  | 202                                  | 132                                  | 76                                   | 56                                   | 53                                   |